# Antoine Saillard
Pour les articles homonymes, voir Saillard.
Antoine François Marie Eugène Saillard, né le 30 octobre 1864 à Annecy (Haute-Savoie) et mort le 10 septembre 1929 à Besançon (Doubs) est un homme politique français.

## Biographie
Antoine Saillard est l'un des quatre fils d'un directeur des postes. Catholique convaincu, il milite dans diverses organisations dans sa jeunesse. Il préside ainsi la conférence Olivaint à Paris.
Avocat de formation, il est inscrit au barreau de Besançon, dont il est un temps le bâtonnier, il est élu conseiller municipal de Besançon et maire en 1912, mais ne se représente pas pour un second mandat, après avoir été mobilisé de 1914 à 1917. 
Après s'être présenté sans succès en mai 1914, candidat aux législatives de 1919 dans le Doubs, sur la liste d'entente républicaine (droite) qui obtient 43,8 % des voix et 3 sièges, il est élu député et s'inscrit au groupe de l'entente républicaine et démocratique.
A la Chambre, son activité est surtout centrée sur les questions budgétaires et fiscales. Il ne se représente pas en 1924, arguant de problèmes de santé, et meurt en 1929, à l'âge de 64 ans.
Il était actionnaire du quotidien catholique L'Éclair comtois dès ses débuts ; l'un de ses frères, Emmanuel, siégeant à son conseil d'administration.

## Sources
- « Antoine Saillard », dans le Dictionnaire des parlementaires français (1889-1940), sous la direction de Jean Jolly, PUF, 1960 [détail de l’édition]

- Ressource relative à la vie publique :   - Base Sycomore